# 超酸化ナトリウム
超酸化ナトリウム（ちょうさんかナトリウム、英: sodium superoxide）はナトリウムの超酸化物。

## 反応
過酸化ナトリウムと酸素を500℃以上・300気圧以上の高温高圧下で反応することにより得られる。
{\displaystyle {\ce {Na2O2\ + O2 -> 2 NaO2}}}
または、ナトリウムのアンモニア溶液と酸素との反応によっても得ることができる。
{\displaystyle {\ce {Na\ + O2 -> NaO2}}}
強い常磁性を持ち、{\displaystyle {\ce {O2^-}}} の陰イオンを含むと考えられる。容易に加水分解し、過酸化ナトリウムと水酸化ナトリウムとの混合物を生じる。結晶構造は、−77℃以下では白鉄鉱、−77℃から−50℃では黄鉄鉱、−50℃以上では塩化ナトリウムに似る。